# Верхнее Летнее
Верхнее Летнее — пресноводное озеро на территории Плотинского сельского поселения Лоухского района Республики Карелии.

## Общие сведения
Площадь озера — 2,1 км², площадь водосборного бассейна — 41,8 км². Располагается на высоте 24,7 метров над уровнем моря.
Форма озера продолговатая: оно почти на пять километров вытянуто с северо-запада на юго-восток. Берега каменисто-песчаные, преимущественно возвышенные.
Через озеро течёт река Летняя, впадающая в Белое море.
Ближе к юго-восточной оконечности озера расположен небольшой остров без названия.
Код объекта в государственном водном реестре — 02020000711102000002668.